# 素敵ダウンタウン ジミー
「素敵ダウンタウン ジミー」（すてきダウンタウン ジミー）は、1985年11月10日にリリースされた八神純子の20枚目のシングルである。

## 解説
- アルバム『純』の先行シングル。
- B面の「REACH OUT IN THE NIGHT」は、八神の夫であるジョン・スタンレーとのデュエットで、全英歌詞の楽曲。レコーディング中に、レコード会社の社長である小杉理宇造が現れ「この曲はなんなんだ!」と叫び、この楽曲を絶賛したという[1]。

## 収録曲
1. 素敵ダウンタウン ジミー (4分54秒)
  - 作詞・作曲：八神純子／編曲：J. J. Stanley
2. REACH OUT IN THE NIGHT (5分27秒)
  - 作詞・作曲・編曲：J. J. Stanley

## リリース日一覧
| 地域 | リリース日     | レーベル         | 規格       | カタログ番号 | 備考   |
| ---- | -------------- | ---------------- | ---------- | ------------ | ------ |
| 日本 | 1985年11月10日 | アルファ・ムーン | シングル盤 | MOON-723     | STEREO |

## 関連作品
- アルバム『純』